# Max Ferdinand von Raczensky
Max Ferdinand von Raczensky (geb. um 1708; gest. im 18. Jahrhundert) war ein preußischer Landrat.

## Leben
Max Ferdinand von Raczensky auf Klein Sägewitz (Sacherwitz) war in der Nachfolge von George Sigismund von Canitz und Dallwitz ab 1752/53 bis 1756 Landrat des Landkreises Breslau. Sein Nachfolger wurde 1756 Johann Friedrich von Burgsdorff.